# 喬皮科查湖
13°57′54″S 70°24′05″W / 13.96500°S 70.40139°W
喬皮科查湖（Lake Chaupicocha），是秘魯的湖泊，位於該國東南部普諾大區，處於安第斯山脈的卡利亞瓦亞山脈地區，在阿林卡帕克山以南和奇奇卡帕克山西南面。